# Al-Nahdiyya
Al-Nahdiyya, (in arabo النهدية‎?), talora trascritta Nadia, An-Nahdiyah  o Al Nahdiah (fl. VII secolo), è stata una donna che appartenne alla cerchia ristretta e spiritualmente privilegiata dei Compagni del profeta dell'Islam Maometto.

## Biografia
Ella aveva una figlia di nome Umm Ubays, entrambe schiave di una donna del clan meccano dei Banu Abd al-Dar. 
Quando al-Nahdiyya e sua figlia divennero musulmane, furono entrambe sottoposte a tortura, perché avevano rifiutato di abiurare l'Islam. Tra i loro torturatori figurava la loro padrona e ʿOmar ibn al-Khaṭṭāb, prima che questi si convertisse a sua volta alla fede islamica.
Abū Bakr, probabilmente il primo musulmano di genere maschile, rampognò la loro padrona per le sevizie che stava loro praticando, ricevendo questa risposta: "Tu le hai corrotte; tu hai la possibilità di liberarle, se hai così tanta simpatia per loro".
Abu Bakr pagò immediatamente il prezzo che la loro padrona chiedeva e liberò all'istante le donne..